# Баран Григорій Якович
Баран Григорій Якович (псевдонім — Радошівський; 1 грудня 1930, с. Радошівка, нині Шумського району Тернопільської області — 13 травня 2013) — український поет, журналіст, громадський діяч. Член Національної спілки письменників України (1995). Лауреат премії ім. Братів Лепких (2002).
2006 року за вагомий особистий внесок у національне та державне відродження України, самовідданість у боротьбі за утвердження ідеалів свободи і незалежності, активну громадську діяльність отримав Орден «За заслуги» ІІІ ступеня.

## Біографія
1948, будучи учнем Кременецької школи, репресований; ув'язнення відбував у Сибіру (1949—1956).
Закінчив факультет журналістики Львівського університету (1964). Працював завідувачем клубом у селі Тилявка Шумського району, в районних газетах у села Великі Дедеркали на Шумщині, містах Борщеві та Зборові.
1991—1992 — редактор газети «Дзвін» у Тернополі.
Від 1992 — директор музею «Зборівська битва».

## Творчість
Автор збірок поезій:
- «Квіти на постаментах» (Львів, 1965),
- «Біль перебитого крила» (1993),
- «Мальви прийдуть на поклін» (1995),
- «Підпалені присмерки» (1999),
- «В гучнім оркестрі завірюх» (2001),
- «Лебеді прилетіли» (2010),

Також Григорій Баран є автором спогадів «І після смерті не дамо» (2002, Тернопіль), краєзнавчих книжок «Над Стрипою» (1981), «Заліщики» (1988; обидві — Л.), численних публікацій у збірках та періодиці, зокрема в журналі «Тернопіль» нарисів «Смакуючи нові доноси», «Під катовим портретом», «На чужому полі» та ін.

### Видання творів
- Радошівський Г. Біль перебитого крила: Кн. вибр. поезій. — Тернопіль: Мальви, 1994. — 96с.
- Радошівський Г. Квіти на постаментах: Поезії. — Львів, Каменяр, 1969. — 40с.
- Радошівський Г. Мальви прийдуть на поклін: Сповідь у дзвонах і шаблях: Поезія. — Тернопіль, 1995. — 26с.
- Радошівський Г. Вовче горло //Русалка Дністрова. — 1998. — № 15-16. — С.5-7, портр., корот. біогр. довідка.
- Радошівський Г. Гостинці; Коні; Як гарно сниться хата: [Вірші] //Тернопіль: Тернопільшина літературна. Дод.№ 4. — Тернопіль, 1992. — Вип.2. — Ч.2. — С.37.
- Радошівський Г. Делегат: [Вірш] //Вільне життя. — 1981. — 25 лют.
- Радошівський Г. З нових поезій //Вільне життя. — 1982. — 21 лют.
- Радошівський Г. Мальви прийдуть на поклін: Уривок з поеми //Рад. село. — 1989. — 27 жовт.
- Радошівський Г. Серпень 1649-го:[Поезії] //Рад. село. — 1990. — 17 серп.
- Радошівський Г. Скажу!; Як гарно сниться хата; На етапі; А ти хотів би помовчати: [Вірші] //Зродились ми великої години…: Альманах № 1. — Тернопіль, 1992. — С.61-63.

#### Краєзнавчі розвідки
- Баран Г. Я. Заліщики: Краєзнав. нарис. — Львів: Каменяр, 1988. — 32с., 8 арк. іл.
- Баран Г. Я. Над Стрипою: Путівник по туристському маршруту. — Львів: Каменяр, 1981. — 95с., іл.

папапа